# 2015-ös WEC-szezon

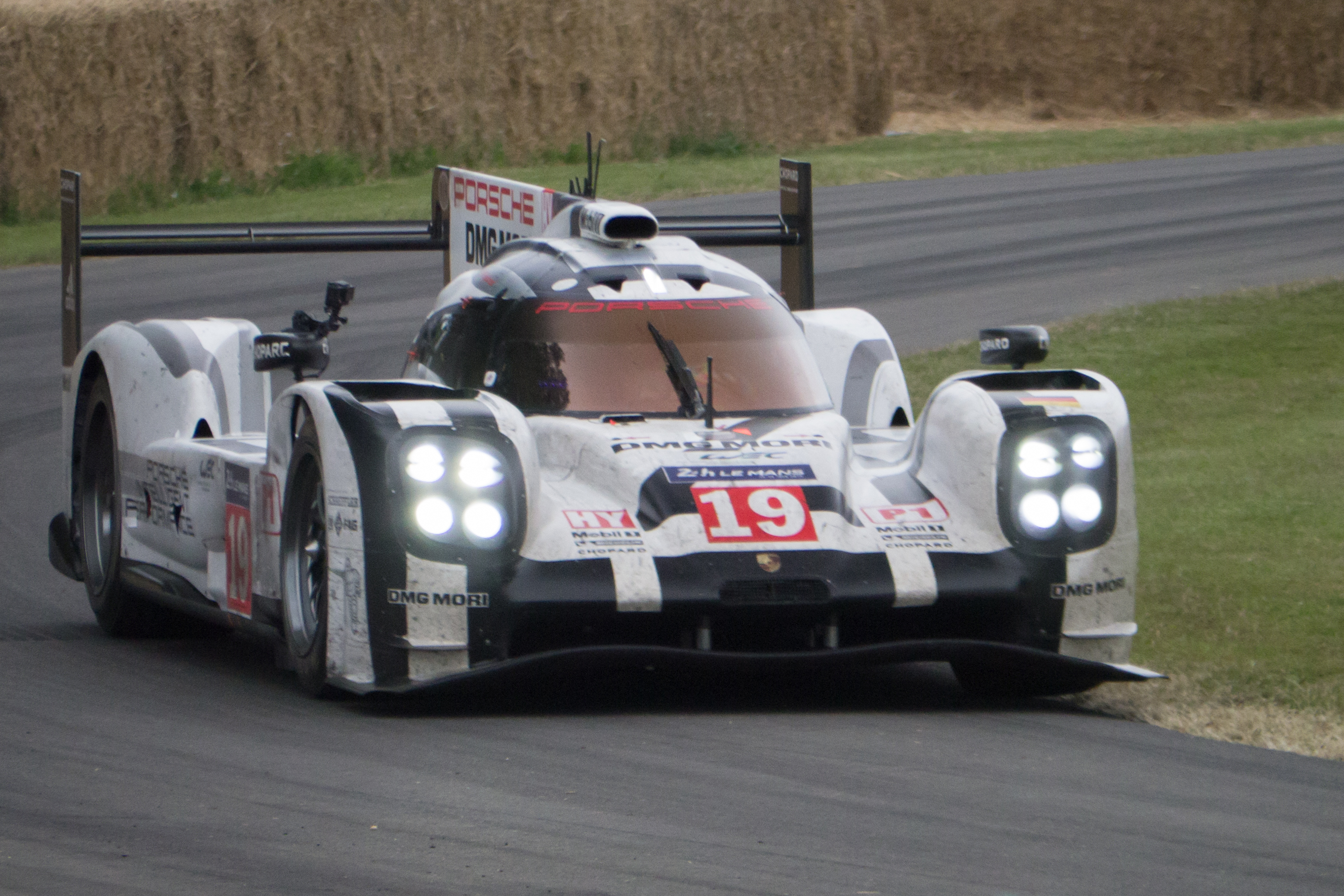
A Porsche nyerte a 2015-ös FIA WEC szezont

A 2015-ös FIA World Endurance Championship szezon a széria történetének 4. szezonja volt. Nemzetközi Automobil Szövetség (FIA) és a Automobile Club de l'Ouest (ACO) közös szervezésével rendezték meg. A sorozatban Le Mans típusú autók és gyári típusú autók vettek részt. A két Le Mans-prototípus (LMP 1, LMP 2) és az utcai autókból átalakított versenyautók (Grand Tourismo GT1, GT2) alkotják a négy kategóriájú bajnokságot.

## Versenynaptár
| Forduló | Futam                            | Pálya                          | Helyszín                        | Dátum          |
| ------- | -------------------------------- | ------------------------------ | ------------------------------- | -------------- |
| 1       | Silverstone-i 6 órás autóverseny | Silverstone Circuit            | Silverstone, Egyesült Királyság | Április 12.    |
| 2       | Spái 6 órás verseny              | Circuit de Spa-Francorchamps   | Spa, Belgium                    | Május 2.       |
| 3       | Le Mans-i 24 órás autóverseny    | Circuit de la Sarthe           | Le Mans, Franciaország          | Június 13.-14. |
| 4       | Nürburgring-i 6 órás autóverseny | Nürburgring                    | Nürburg, Németország            | Augusztus 30.  |
| 5       | COTA 6 órás autóverseny          | Circuit of the Americas        | Austin, Egyesült Államok        | Szeptember 19. |
| 6       | Fuji 6 órás autóverseny          | Fuji Speedway                  | Oyama, Japán                    | Október 11.    |
| 7       | Sanghaji 6 órás autóverseny      | Shanghai International Circuit | Sanghaj, Kína                   | November 1.    |
| 8       | Bahrein-i 6 órás autóverseny     | Bahrain International Circuit  | Szahír, Bahrein                 | November 21.   |

## Csapatok és pilóták

### LMP1
| Csapat                | Autó                    | Motor                          | Hajtás            | Gumiabroncs | #                    | Versenyzők         | Fordulók |
| --------------------- | ----------------------- | ------------------------------ | ----------------- | ----------- | -------------------- | ------------------ | -------- |
| Toyota Racing         | Toyota TS040 Hybrid     | Toyota 3.7 L V8                | Hybrid            | M           | 1                    | Anthony Davidson   | Összes   |
| Toyota Racing         | Toyota TS040 Hybrid     | Toyota 3.7 L V8                | Hybrid            | M           | 1                    | Sébastien Buemi    | Összes   |
| Toyota Racing         | Toyota TS040 Hybrid     | Toyota 3.7 L V8                | Hybrid            | M           | 1                    | Nakadzsima Kazuki  | 1, 3–8   |
| Toyota Racing         | Toyota TS040 Hybrid     | Toyota 3.7 L V8                | Hybrid            | M           | 2                    | Alexander Wurz     | Összes   |
| Toyota Racing         | Toyota TS040 Hybrid     | Toyota 3.7 L V8                | Hybrid            | M           | 2                    | Stéphane Sarrazin  | Összes   |
| Toyota Racing         | Toyota TS040 Hybrid     | Toyota 3.7 L V8                | Hybrid            | M           | 2                    | Mike Conway        | Összes   |
| Team ByKolles         | CLM P1/01               | AER P60 2.4 L Turbo V6         |                   | M           | 4                    | Simon Trummer      | Összes   |
| Team ByKolles         | CLM P1/01               | AER P60 2.4 L Turbo V6         | Vitantonio Liuzzi | M           | 4                    | 1–2                |          |
| Team ByKolles         | CLM P1/01               | AER P60 2.4 L Turbo V6         | Christian Klien   | M           | 4                    | 1–2                |          |
| Team ByKolles         | CLM P1/01               | AER P60 2.4 L Turbo V6         | Tiago Monteiro    | M           | 4                    | 3                  |          |
| Team ByKolles         | CLM P1/01               | AER P60 2.4 L Turbo V6         | Pierre Kaffer     | M           | 4                    | 3–8                |          |
| Audi Sport Team Joest | Audi R18 e-tron quattro | Audi TDI 4.0 L Turbo Diesel V6 | Hybrid            | M           | 7                    | André Lotterer     | Összes   |
| Audi Sport Team Joest | Audi R18 e-tron quattro | Audi TDI 4.0 L Turbo Diesel V6 | Hybrid            | M           | 7                    | Benoît Tréluyer    | Összes   |
| Audi Sport Team Joest | Audi R18 e-tron quattro | Audi TDI 4.0 L Turbo Diesel V6 | Hybrid            | M           | 7                    | Marcel Fässler     | Összes   |
| Audi Sport Team Joest | Audi R18 e-tron quattro | Audi TDI 4.0 L Turbo Diesel V6 | Hybrid            | M           | 8                    | Oliver Jarvis      | Összes   |
| Audi Sport Team Joest | Audi R18 e-tron quattro | Audi TDI 4.0 L Turbo Diesel V6 | Hybrid            | M           | 8                    | Lucas di Grassi    | Összes   |
| Audi Sport Team Joest | Audi R18 e-tron quattro | Audi TDI 4.0 L Turbo Diesel V6 | Hybrid            | M           | 8                    | Loïc Duval         | Összes   |
| Audi Sport Team Joest | Audi R18 e-tron quattro | Audi TDI 4.0 L Turbo Diesel V6 | Hybrid            | M           | 9                    | Marco Bonanomi     | 2–3      |
| Audi Sport Team Joest | Audi R18 e-tron quattro | Audi TDI 4.0 L Turbo Diesel V6 | Hybrid            | M           | 9                    | Filipe Albuquerque | 2–3      |
| Audi Sport Team Joest | Audi R18 e-tron quattro | Audi TDI 4.0 L Turbo Diesel V6 | Hybrid            | M           | 9                    | René Rast          | 2–3      |
| Rebellion Racing      | Rebellion R-One         | AER P60 2.4 L Turbo V6         |                   | M           | 12                   | Nicolas Prost      | 3–8      |
| Rebellion Racing      | Rebellion R-One         | AER P60 2.4 L Turbo V6         | Mathias Beche     | M           | 12                   | 3–8                |          |
| Rebellion Racing      | Rebellion R-One         | AER P60 2.4 L Turbo V6         | Nick Heidfeld     | M           | 12                   | 3–5                |          |
| Rebellion Racing      | Rebellion R-One         | AER P60 2.4 L Turbo V6         | 13                | M           | Dominik Kraihamer    | 3–8                |          |
| Rebellion Racing      | Rebellion R-One         | AER P60 2.4 L Turbo V6         | 13                | M           | Alexandre Imperatori | 3–8                |          |
| Rebellion Racing      | Rebellion R-One         | AER P60 2.4 L Turbo V6         | 13                | M           | Daniel Abt           | 3–6                |          |
| Rebellion Racing      | Rebellion R-One         | AER P60 2.4 L Turbo V6         | 13                | M           | Mathéo Tuscher       | 7–8                |          |
| Porsche Team          | Porsche 919 Hybrid      | Porsche 2.0 L Turbo V4         | Hybrid            | M           | 17                   | Timo Bernhard      | Összes   |
| Porsche Team          | Porsche 919 Hybrid      | Porsche 2.0 L Turbo V4         | Hybrid            | M           | 17                   | Mark Webber        | Összes   |
| Porsche Team          | Porsche 919 Hybrid      | Porsche 2.0 L Turbo V4         | Hybrid            | M           | 17                   | Brendon Hartley    | Összes   |
| Porsche Team          | Porsche 919 Hybrid      | Porsche 2.0 L Turbo V4         | Hybrid            | M           | 18                   | Romain Dumas       | Összes   |
| Porsche Team          | Porsche 919 Hybrid      | Porsche 2.0 L Turbo V4         | Hybrid            | M           | 18                   | Neel Jani          | Összes   |
| Porsche Team          | Porsche 919 Hybrid      | Porsche 2.0 L Turbo V4         | Hybrid            | M           | 18                   | Marc Lieb          | Összes   |
| Porsche Team          | Porsche 919 Hybrid      | Porsche 2.0 L Turbo V4         | Hybrid            | M           | 19                   | Nico Hülkenberg    | 2–3      |
| Porsche Team          | Porsche 919 Hybrid      | Porsche 2.0 L Turbo V4         | Hybrid            | M           | 19                   | Earl Bamber        | 2–3      |
| Porsche Team          | Porsche 919 Hybrid      | Porsche 2.0 L Turbo V4         | Hybrid            | M           | 19                   | Nick Tandy         | 2–3      |
| Nissan Motorsports    | Nissan GT-R LM Nismo    | Nissan VRX30A 3.0 L Turbo V6   | Hybrid            | M           | 21                   | Macuda Cugio       | 3        |
| Nissan Motorsports    | Nissan GT-R LM Nismo    | Nissan VRX30A 3.0 L Turbo V6   | Hybrid            | M           | 21                   | Lucas Ordóñez      | 3        |
| Nissan Motorsports    | Nissan GT-R LM Nismo    | Nissan VRX30A 3.0 L Turbo V6   | Hybrid            | M           | 21                   | Mark Shulzhitskiy  | 3        |
| Nissan Motorsports    | Nissan GT-R LM Nismo    | Nissan VRX30A 3.0 L Turbo V6   | Hybrid            | M           | 22                   | Harry Tincknell    | 3        |
| Nissan Motorsports    | Nissan GT-R LM Nismo    | Nissan VRX30A 3.0 L Turbo V6   | Hybrid            | M           | 22                   | Alex Buncombe      | 3        |
| Nissan Motorsports    | Nissan GT-R LM Nismo    | Nissan VRX30A 3.0 L Turbo V6   | Hybrid            | M           | 22                   | Michael Krumm      | 3        |
| Nissan Motorsports    | Nissan GT-R LM Nismo    | Nissan VRX30A 3.0 L Turbo V6   | Hybrid            | M           | 23                   | Olivier Pla        | 3        |
| Nissan Motorsports    | Nissan GT-R LM Nismo    | Nissan VRX30A 3.0 L Turbo V6   | Hybrid            | M           | 23                   | Jann Mardenborough | 3        |
| Nissan Motorsports    | Nissan GT-R LM Nismo    | Nissan VRX30A 3.0 L Turbo V6   | Hybrid            | M           | 23                   | Max Chilton        | 3        |

### LMP2
| Csapat                    | Autó                          | Motor                       | Gumiabroncs | #  | Versenyzők               | Fordulók  |
| ------------------------- | ----------------------------- | --------------------------- | ----------- | -- | ------------------------ | --------- |
| G-Drive Racing            | Ligier JS P2                  | Nissan VK45DE 4.5 L V8      | D           | 26 | Roman Rusinov            | Összes    |
| G-Drive Racing            | Ligier JS P2                  | Nissan VK45DE 4.5 L V8      | D           | 26 | Julien Canal             | Összes    |
| G-Drive Racing            | Ligier JS P2                  | Nissan VK45DE 4.5 L V8      | D           | 26 | Sam Bird                 | Összes    |
| G-Drive Racing            | Ligier JS P2                  | Nissan VK45DE 4.5 L V8      | D           | 28 | Gustavo Yacamán          | Összes    |
| G-Drive Racing            | Ligier JS P2                  | Nissan VK45DE 4.5 L V8      | D           | 28 | Ricardo González         | Összes    |
| G-Drive Racing            | Ligier JS P2                  | Nissan VK45DE 4.5 L V8      | D           | 28 | Pipo Derani              | Összes    |
| Extreme Speed Motorsports | HPD ARX-03b Ligier JS P2      | Honda HR28TT 2.8 L Turbo V6 | D           | 30 | Scott Sharp              | Összes    |
| Extreme Speed Motorsports | HPD ARX-03b Ligier JS P2      | Honda HR28TT 2.8 L Turbo V6 | D           | 30 | Ryan Dalziel             | Összes    |
| Extreme Speed Motorsports | HPD ARX-03b Ligier JS P2      | Honda HR28TT 2.8 L Turbo V6 | D           | 30 | David Heinemeier Hansson | Összes    |
| Extreme Speed Motorsports | HPD ARX-03b Ligier JS P2      | Honda HR28TT 2.8 L Turbo V6 | D           | 31 | Ed Brown                 | Összes    |
| Extreme Speed Motorsports | HPD ARX-03b Ligier JS P2      | Honda HR28TT 2.8 L Turbo V6 | D           | 31 | Jon Fogarty              | Összes    |
| Extreme Speed Motorsports | HPD ARX-03b Ligier JS P2      | Honda HR28TT 2.8 L Turbo V6 | D           | 31 | David Brabham            | 1         |
| Extreme Speed Motorsports | HPD ARX-03b Ligier JS P2      | Honda HR28TT 2.8 L Turbo V6 | D           | 31 | Johannes van Overbeek    | 2–8       |
| OAK Racing                | Ligier JS P2                  | Honda HR28TT 2.8 L Turbo V6 | D           | 34 | Chris Cumming            | 3         |
| OAK Racing                | Ligier JS P2                  | Honda HR28TT 2.8 L Turbo V6 | D           | 34 | Kévin Estre              | 3         |
| OAK Racing                | Ligier JS P2                  | Honda HR28TT 2.8 L Turbo V6 | D           | 34 | Laurens Vanthoor         | 3         |
| OAK Racing                | Ligier JS P2                  | Nissan VK45DE 4.5 L V8      | D           | 35 | Jacques Nicolet          | 1–3       |
| OAK Racing                | Ligier JS P2                  | Nissan VK45DE 4.5 L V8      | D           | 35 | Jean-Marc Merlin         | 1–3       |
| OAK Racing                | Ligier JS P2                  | Nissan VK45DE 4.5 L V8      | D           | 35 | Erik Maris               | 1–3       |
| Signatech Alpine          | Alpine A450b                  | Nissan VK45DE 4.5 L V8      | D           | 36 | Nelson Panciatici        | Összes    |
| Signatech Alpine          | Alpine A450b                  | Nissan VK45DE 4.5 L V8      | D           | 36 | Paul-Loup Chatin         | Összes    |
| Signatech Alpine          | Alpine A450b                  | Nissan VK45DE 4.5 L V8      | D           | 36 | Vincent Capillaire       | 1–6       |
| Signatech Alpine          | Alpine A450b                  | Nissan VK45DE 4.5 L V8      | D           | 36 | Tom Dillmann             | 7–8       |
| Strakka Racing            | Strakka Dome S103 Gibson 015S | Nissan VK45DE 4.5 L V8      | M D         | 42 | Nick Leventis            | Összes    |
| Strakka Racing            | Strakka Dome S103 Gibson 015S | Nissan VK45DE 4.5 L V8      | M D         | 42 | Jonny Kane               | Összes    |
| Strakka Racing            | Strakka Dome S103 Gibson 015S | Nissan VK45DE 4.5 L V8      | M D         | 42 | Danny Watts              | Összes    |
| Team SARD Morand          | Morgan LMP2 Evo               | SARD (Judd) 3.6 L V8        | D           | 43 | Oliver Webb              | 2–8       |
| Team SARD Morand          | Morgan LMP2 Evo               | SARD (Judd) 3.6 L V8        | D           | 43 | Pierre Ragues            | 2–8       |
| Team SARD Morand          | Morgan LMP2 Evo               | SARD (Judd) 3.6 L V8        | D           | 43 | Zoël Amberg              | 2–3       |
| Team SARD Morand          | Morgan LMP2 Evo               | SARD (Judd) 3.6 L V8        | D           | 43 | Archie Hamilton          | 4–5       |
| Team SARD Morand          | Morgan LMP2 Evo               | SARD (Judd) 3.6 L V8        | D           | 43 | Chris Cumming            | 6–8       |
| KCMG                      | Oreca 05                      | Nissan VK45DE 4.5 L V8      | D           | 47 | Matthew Howson           | Összes    |
| KCMG                      | Oreca 05                      | Nissan VK45DE 4.5 L V8      | D           | 47 | Richard Bradley          | Összes    |
| KCMG                      | Oreca 05                      | Nissan VK45DE 4.5 L V8      | D           | 47 | Nick Tandy               | 1, 4, 6–8 |
| KCMG                      | Oreca 05                      | Nissan VK45DE 4.5 L V8      | D           | 47 | Nicolas Lapierre         | 2–3, 5    |

### LMGTE Pro
| Csapat                 | Autó                     | Motor                 | Gumiabroncs | #  | Versenyzők           | Fordulók |
| ---------------------- | ------------------------ | --------------------- | ----------- | -- | -------------------- | -------- |
| AF Corse               | Ferrari 458 Italia GT2   | Ferrari 4.5 L V8      | M           | 51 | Gianmaria Bruni      | Összes   |
| AF Corse               | Ferrari 458 Italia GT2   | Ferrari 4.5 L V8      | M           | 51 | Toni Vilander        | Összes   |
| AF Corse               | Ferrari 458 Italia GT2   | Ferrari 4.5 L V8      | M           | 51 | Giancarlo Fisichella | 3        |
| AF Corse               | Ferrari 458 Italia GT2   | Ferrari 4.5 L V8      | M           | 71 | Davide Rigon         | Összes   |
| AF Corse               | Ferrari 458 Italia GT2   | Ferrari 4.5 L V8      | M           | 71 | James Calado         | Összes   |
| AF Corse               | Ferrari 458 Italia GT2   | Ferrari 4.5 L V8      | M           | 71 | Olivier Beretta      | 3        |
| Porsche Team Manthey   | Porsche 911 RSR          | Porsche 4.0 L Flat-6  | M           | 91 | Richard Lietz        | 1, 3–8   |
| Porsche Team Manthey   | Porsche 911 RSR          | Porsche 4.0 L Flat-6  | M           | 91 | Michael Christensen  | 1, 3–8   |
| Porsche Team Manthey   | Porsche 911 RSR          | Porsche 4.0 L Flat-6  | M           | 91 | Sven Müller          | 2        |
| Porsche Team Manthey   | Porsche 911 RSR          | Porsche 4.0 L Flat-6  | M           | 91 | Kévin Estre          | 2        |
| Porsche Team Manthey   | Porsche 911 RSR          | Porsche 4.0 L Flat-6  | M           | 91 | Jörg Bergmeister     | 3        |
| Porsche Team Manthey   | Porsche 911 RSR          | Porsche 4.0 L Flat-6  | M           | 92 | Frédéric Makowiecki  | Összes   |
| Porsche Team Manthey   | Porsche 911 RSR          | Porsche 4.0 L Flat-6  | M           | 92 | Patrick Pilet        | 1, 3–8   |
| Porsche Team Manthey   | Porsche 911 RSR          | Porsche 4.0 L Flat-6  | M           | 92 | Richard Lietz        | 2        |
| Porsche Team Manthey   | Porsche 911 RSR          | Porsche 4.0 L Flat-6  | M           | 92 | Wolf Henzler         | 3        |
| Aston Martin Racing    | Aston Martin Vantage GTE | Aston Martin 4.5 L V8 | M           | 95 | Marco Sørensen       | 1–6, 8   |
| Aston Martin Racing    | Aston Martin Vantage GTE | Aston Martin 4.5 L V8 | M           | 95 | Christoffer Nygaard  | 1–6, 8   |
| Aston Martin Racing    | Aston Martin Vantage GTE | Aston Martin 4.5 L V8 | M           | 95 | Nicki Thiim          | 1, 3, 8  |
| Aston Martin Racing    | Aston Martin Vantage GTE | Aston Martin 4.5 L V8 | M           | 97 | Darren Turner        | Összes   |
| Aston Martin Racing    | Aston Martin Vantage GTE | Aston Martin 4.5 L V8 | M           | 97 | Stefan Mücke         | 1–4      |
| Aston Martin Racing    | Aston Martin Vantage GTE | Aston Martin 4.5 L V8 | M           | 97 | Robert Bell          | 2–3      |
| Aston Martin Racing    | Aston Martin Vantage GTE | Aston Martin 4.5 L V8 | M           | 97 | Jonathan Adam        | 4–8      |
| Aston Martin Racing V8 | Aston Martin Vantage GTE | Aston Martin 4.5 L V8 | M           | 99 | Fernando Rees        | Összes   |
| Aston Martin Racing V8 | Aston Martin Vantage GTE | Aston Martin 4.5 L V8 | M           | 99 | Alex MacDowall       | Összes   |
| Aston Martin Racing V8 | Aston Martin Vantage GTE | Aston Martin 4.5 L V8 | M           | 99 | Richie Stanaway      | 1–5, 7–8 |
| Aston Martin Racing V8 | Aston Martin Vantage GTE | Aston Martin 4.5 L V8 | M           | 99 | Stefan Mücke         | 6        |

### LMGTE Am
| Csapat                  | Autó                     | Motor                    | Gumiabroncs | #  | Versenyzők            | Fordulók |
| ----------------------- | ------------------------ | ------------------------ | ----------- | -- | --------------------- | -------- |
| Larbre Compétition      | Chevrolet Corvette C7.R  | Chevrolet LT5.5 5.5 L V8 | M           | 50 | Gianluca Roda         | Összes   |
| Larbre Compétition      | Chevrolet Corvette C7.R  | Chevrolet LT5.5 5.5 L V8 | M           | 50 | Paolo Ruberti         | Összes   |
| Larbre Compétition      | Chevrolet Corvette C7.R  | Chevrolet LT5.5 5.5 L V8 | M           | 50 | Kristian Poulsen      | 1–5, 8   |
| Larbre Compétition      | Chevrolet Corvette C7.R  | Chevrolet LT5.5 5.5 L V8 | M           | 50 | Nicolai Sylvest       | 6–7      |
| SMP Racing              | Ferrari 458 Italia GT2   | Ferrari 4.5 L V8         | M           | 72 | Viktor Shaytar        | Összes   |
| SMP Racing              | Ferrari 458 Italia GT2   | Ferrari 4.5 L V8         | M           | 72 | Aleksey Basov         | Összes   |
| SMP Racing              | Ferrari 458 Italia GT2   | Ferrari 4.5 L V8         | M           | 72 | Andrea Bertolini      | Összes   |
| Dempsey Racing-Proton   | Porsche 911 RSR          | Porsche 4.0 L Flat-6     | M           | 77 | Marco Seefried        | Összes   |
| Dempsey Racing-Proton   | Porsche 911 RSR          | Porsche 4.0 L Flat-6     | M           | 77 | Patrick Long          | Összes   |
| Dempsey Racing-Proton   | Porsche 911 RSR          | Porsche 4.0 L Flat-6     | M           | 77 | Patrick Dempsey       | 1–7      |
| Dempsey Racing-Proton   | Porsche 911 RSR          | Porsche 4.0 L Flat-6     | M           | 77 | Christian Ried        | 8        |
| Abu Dhabi-Proton Racing | Porsche 911 RSR          | Porsche 4.0 L Flat-6     | M           | 88 | Khaled Al Qubaisi     | Összes   |
| Abu Dhabi-Proton Racing | Porsche 911 RSR          | Porsche 4.0 L Flat-6     | M           | 88 | Christian Ried        | 1–7      |
| Abu Dhabi-Proton Racing | Porsche 911 RSR          | Porsche 4.0 L Flat-6     | M           | 88 | Klaus Bachler         | 1–3, 7–8 |
| Abu Dhabi-Proton Racing | Porsche 911 RSR          | Porsche 4.0 L Flat-6     | M           | 88 | Earl Bamber           | 4–6      |
| Abu Dhabi-Proton Racing | Porsche 911 RSR          | Porsche 4.0 L Flat-6     | M           | 88 | Marco Mapelli         | 8        |
| AF Corse                | Ferrari 458 Italia GT2   | Ferrari 4.5 L V8         | M           | 55 | Duncan Cameron        | 2–3      |
| AF Corse                | Ferrari 458 Italia GT2   | Ferrari 4.5 L V8         | M           | 55 | Alex Mortimer         | 2–3      |
| AF Corse                | Ferrari 458 Italia GT2   | Ferrari 4.5 L V8         | M           | 55 | Matt Griffin          | 2–3      |
| AF Corse                | Ferrari 458 Italia GT2   | Ferrari 4.5 L V8         | M           | 61 | Peter Ashley Mann     | 3        |
| AF Corse                | Ferrari 458 Italia GT2   | Ferrari 4.5 L V8         | M           | 61 | Raffaele Giammaria    | 3        |
| AF Corse                | Ferrari 458 Italia GT2   | Ferrari 4.5 L V8         | M           | 61 | Matteo Cressoni       | 3        |
| AF Corse                | Ferrari 458 Italia GT2   | Ferrari 4.5 L V8         | M           | 83 | François Perrodo      | Összes   |
| AF Corse                | Ferrari 458 Italia GT2   | Ferrari 4.5 L V8         | M           | 83 | Emmanuel Collard      | Összes   |
| AF Corse                | Ferrari 458 Italia GT2   | Ferrari 4.5 L V8         | M           | 83 | Rui Águas             | 1–7      |
| AF Corse                | Ferrari 458 Italia GT2   | Ferrari 4.5 L V8         | M           | 83 | Matteo Cressoni       | 8        |
| Aston Martin Racing     | Aston Martin Vantage GTE | Aston Martin 4.5 L V8    | M           | 96 | Stuart Hall           | Összes   |
| Aston Martin Racing     | Aston Martin Vantage GTE | Aston Martin 4.5 L V8    | M           | 96 | Francesco Castellacci | Összes   |
| Aston Martin Racing     | Aston Martin Vantage GTE | Aston Martin 4.5 L V8    | M           | 96 | Roald Goethe          | 1–4, 8   |
| Aston Martin Racing     | Aston Martin Vantage GTE | Aston Martin 4.5 L V8    | M           | 96 | Benny Simonsen        | 5        |
| Aston Martin Racing     | Aston Martin Vantage GTE | Aston Martin 4.5 L V8    | M           | 96 | Liam Griffin          | 6–7      |
| Aston Martin Racing     | Aston Martin Vantage GTE | Aston Martin 4.5 L V8    | M           | 98 | Paul Dalla Lana       | Összes   |
| Aston Martin Racing     | Aston Martin Vantage GTE | Aston Martin 4.5 L V8    | M           | 98 | Pedro Lamy            | Összes   |
| Aston Martin Racing     | Aston Martin Vantage GTE | Aston Martin 4.5 L V8    | M           | 98 | Mathias Lauda         | Összes   |

## Nagydíjak
| Forduló | Pálya             | LMP1 győztes                                  | LMP2 győztes                                     | LMGTE Pro győztes                            | LMGTE Am győztes                              | Összefoglaló |
| ------- | ----------------- | --------------------------------------------- | ------------------------------------------------ | -------------------------------------------- | --------------------------------------------- | ------------ |
| 1       | Silverstone       | No. 7 Audi Sport Team Joest                   | No. 26 G-Drive Racing                            | No. 51 AF Corse                              | No. 98 Aston Martin Racing                    | Összefoglaló |
| 1       | Silverstone       | André Lotterer Marcel Fässler Benoît Tréluyer | Roman Rusinov Julien Canal Sam Bird              | Gianmaria Bruni Toni Vilander                | Paul Dalla Lana Pedro Lamy Mathias Lauda      | Összefoglaló |
| 2       | Spa-Francorchamps | No. 7 Audi Sport Team Joest                   | No. 28 G-Drive Racing                            | No. 99 Aston Martin Racing V8                | No. 98 Aston Martin Racing                    | Összefoglaló |
| 2       | Spa-Francorchamps | André Lotterer Marcel Fässler Benoît Tréluyer | Gustavo Yacamán Ricardo González Pipo Derani     | Fernando Rees Alex MacDowall Richie Stanaway | Paul Dalla Lana Pedro Lamy Mathias Lauda      | Összefoglaló |
| 3       | Le Mans           | No. 19 Porsche Team                           | No. 47 KCMG                                      | No. 71 AF Corse                              | No. 72 SMP Racing                             | Összefoglaló |
| 3       | Le Mans           | Nico Hülkenberg Earl Bamber Nick Tandy        | Matthew Howson Richard Bradley Nicholas Lapierre | Davide Rigon James Calado Olivier Beretta    | Viktor Shaytar Aleksey Basov Andrea Bertolini | Összefoglaló |
| 4       | Nürburgring       | No. 17 Porsche Team                           | No. 47 KCMG                                      | No. 91 Porsche Team Manthey                  | No. 72 SMP Racing                             | Összefoglaló |
| 4       | Nürburgring       | Timo Bernhard Mark Webber Brendon Hartley     | Matthew Howson Richard Bradley Nick Tandy        | Richard Lietz Michael Christensen            | Viktor Shaytar Aleksey Basov Andrea Bertolini | Összefoglaló |
| 5       | Austin            | No. 17 Porsche Team                           | No. 26 G-Drive Racing                            | No. 91 Porsche Team Manthey                  | No. 72 SMP Racing                             | Összefoglaló |
| 5       | Austin            | Timo Bernhard Mark Webber Brendon Hartley     | Roman Rusinov Julien Canal Sam Bird              | Richard Lietz Michael Christensen            | Viktor Shaytar Aleksey Basov Andrea Bertolini | Összefoglaló |
| 6       | Fuji              | No. 17 Porsche Team                           | No. 26 G-Drive Racing                            | No. 51 AF Corse                              | No. 77 Dempsey Racing-Proton                  | Összefoglaló |
| 6       | Fuji              | Timo Bernhard Mark Webberr Brendon Hartley    | Roman Rusinov Julien Canal Sam Bird              | Gianmaria Bruni Toni Vilander                | Patrick Dempsey Patrick Long Marco Seefried   | Összefoglaló |
| 7       | Shanghai          | No. 17 Porsche Team                           | No. 36 Signatech Alpine                          | No. 91 Porsche Team Manthey                  | No. 83 AF Corse                               | Összefoglaló |
| 7       | Shanghai          | Timo Bernhard Mark Webber Brendon Hartley     | Nelson Panciatici Paul-Loup Chatin Tom Dillmann  | Richard Lietz Michael Christensen            | François Perrodo Emmanuel Collard Rui Águas   | Összefoglaló |
| 8       | Bahrain           | No. 18 Porsche Team                           | No. 26 G-Drive Racing                            | No. 92 Porsche Team Manthey                  | No. 98 Aston Martin Racing                    | Összefoglaló |
| 8       | Bahrain           | Marc Lieb Romain Dumas Neel Jani              | Roman Rusinov Julien Canal Sam Bird              | Frédéric Makowiecki Patrick Pilet            | Paul Dalla Lana Pedro Lamy Mathias Lauda      | Összefoglaló |

| Pontrendszer | Pontrendszer | Pontrendszer | Pontrendszer | Pontrendszer | Pontrendszer | Pontrendszer | Pontrendszer | Pontrendszer | Pontrendszer | Pontrendszer | Pontrendszer    |
| ------------ | ------------ | ------------ | ------------ | ------------ | ------------ | ------------ | ------------ | ------------ | ------------ | ------------ | --------------- |
| Pozíció      | 1.           | 2.           | 3.           | 4.           | 5.           | 6.           | 7.           | 8.           | 9.           | 10.          | További pozíció |
| Pont         | 25           | 18           | 15           | 12           | 10           | 8            | 6            | 4            | 2            | 1            | 0.5             |

## Eredmények

### Egyéni bajnokság

#### LMP Versenyzők
| Helyezés | Versenyző          | Csapat                | SIL | SPA | LMS | GER | COA | FUJ | SHA | BHR | Pont  |
| -------- | ------------------ | --------------------- | --- | --- | --- | --- | --- | --- | --- | --- | ----- |
| 1        | Timo Bernhard      | Porsche Team          | Ki  | 3   | 2   | 1   | 1   | 1   | 1   | 5   | 166   |
| 1        | Mark Webber        | Porsche Team          | Ki  | 3   | 2   | 1   | 1   | 1   | 1   | 5   | 166   |
| 1        | Brendon Hartley    | Porsche Team          | Ki  | 3   | 2   | 1   | 1   | 1   | 1   | 5   | 166   |
| 2        | André Lotterer     | Audi Sport Team Joest | 1   | 1   | 3   | 3   | 2   | 3   | 3   | 2   | 161   |
| 2        | Marcel Fässler     | Audi Sport Team Joest | 1   | 1   | 3   | 3   | 2   | 3   | 3   | 2   | 161   |
| 2        | Benoît Tréluyer    | Audi Sport Team Joest | 1   | 1   | 3   | 3   | 2   | 3   | 3   | 2   | 161   |
| 3        | Marc Lieb          | Porsche Team          | 2   | 2   | 5   | 2   | 12  | 2   | 2   | 1   | 138.5 |
| 3        | Romain Dumas       | Porsche Team          | 2   | 2   | 5   | 2   | 12  | 2   | 2   | 1   | 138.5 |
| 3        | Neel Jani          | Porsche Team          | 2   | 2   | 5   | 2   | 12  | 2   | 2   | 1   | 138.5 |
| 4        | Loïc Duval         | Audi Sport Team Joest | 5   | 7   | 4   | 4   | 3   | 4   | 4   | 6   | 99    |
| 4        | Lucas di Grassi    | Audi Sport Team Joest | 5   | 7   | 4   | 4   | 3   | 4   | 4   | 6   | 99    |
| 4        | Oliver Jarvis      | Audi Sport Team Joest | 5   | 7   | 4   | 4   | 3   | 4   | 4   | 6   | 99    |
| 5        | Anthony Davidson   | Toyota Racing         | 3   | 8   | 8   | 5   | 4   | 5   | 6   | 4   | 79    |
| 5        | Sébastien Buemi    | Toyota Racing         | 3   | 8   | 8   | 5   | 4   | 5   | 6   | 4   | 79    |
| 6        | Alexander Wurz     | Toyota Racing         | 4   | 5   | 6   | 6   | Ki  | 6   | 5   | 3   | 79    |
| 6        | Mike Conway        | Toyota Racing         | 4   | 5   | 6   | 6   | Ki  | 6   | 5   | 3   | 79    |
| 6        | Stéphane Sarrazin  | Toyota Racing         | 4   | 5   | 6   | 6   | Ki  | 6   | 5   | 3   | 79    |
| 7        | Nakadzsima Kazuki  | Toyota Racing         | 3   | WD  | 8   | 5   | 4   | 5   | 6   | 4   | 75    |
| 8        | Nick Tandy         | KCMG                  | 9   |     |     | 7   |     | Ki  | 11  | 8   | 70.5  |
| 8        | Nick Tandy         | Porsche Team          |     | 6   | 1   |     |     |     |     |     | 70.5  |
| 9        | Earl Bamber        | Porsche Team          |     | 6   | 1   |     |     |     |     |     | 58    |
| 9        | Nico Hülkenberg    | Porsche Team          |     | 6   | 1   |     |     |     |     |     | 58    |
| 10       | Roman Rusinov      | G-Drive Racing        | 6   | 17  | 10  | 8   | 5   | 9   | 10  | 7   | 33.5  |
| 10       | Julien Canal       | G-Drive Racing        | 6   | 17  | 10  | 8   | 5   | 9   | 10  | 7   | 33.5  |
| 10       | Sam Bird           | G-Drive Racing        | 6   | 17  | 10  | 8   | 5   | 9   | 10  | 7   | 33.5  |
| 11       | Matthew Howson     | KCMG                  | 9   | 11  | 9   | 7   | 6   | Ki  | 11  | 8   | 25    |
| 11       | Richard Bradley    | KCMG                  | 9   | 11  | 9   | 7   | 6   | Ki  | 11  | 8   | 25    |
| 12       | Filipe Albuquerque | Audi Sport Team Joest |     | 4   | 7   |     |     |     |     |     | 24    |
| 12       | Marco Bonanomi     | Audi Sport Team Joest |     | 4   | 7   |     |     |     |     |     | 24    |
| 12       | René Rast          | Audi Sport Team Joest |     | 4   | 7   |     |     |     |     |     | 24    |
| Helyezés | Versenyző          | Csapat                | SIL | SPA | LMS | GER | COA | FUJ | SHA | BHR | Pont  |

#### GT Versenyzők
| Helyezés | Versenyző           | Csapat                 | SIL | SPA | LMS | GER | COA | FUJ | SHA | BHR | Pont  |
| -------- | ------------------- | ---------------------- | --- | --- | --- | --- | --- | --- | --- | --- | ----- |
| 1        | Richard Lietz       | Porsche Team Manthey   | 2   | 2   | 7   | 1   | 1   | 4   | 1   | 5   | 145   |
| 2        | Gianmaria Bruni     | AF Corse               | 1   | 4   | 4   | 14  | 7   | 1   | 2   | 2   | 131.5 |
| 2        | Toni Vilander       | AF Corse               | 1   | 4   | 4   | 14  | 7   | 1   | 2   | 2   | 131.5 |
| 3        | Michael Christensen | Porsche Team Manthey   | 2   |     | 7   | 1   | 1   | 4   | 1   | 5   | 127   |
| 4        | Davide Rigon        | AF Corse               | 3   | 7   | 2   | 3   | 3   | 3   | 4   | 6   | 123   |
| 4        | James Calado        | AF Corse               | 3   | 7   | 2   | 3   | 3   | 3   | 4   | 6   | 123   |
| 5        | Frédéric Makowiecki | Porsche Team Manthey   | 7   | 2   | Ki  | 2   | 2   | 2   | 3   | 1   | 118   |
| 6        | Patrick Pilet       | Porsche Team Manthey   | 7   |     | Ki  | 2   | 2   | 2   | 3   | 1   | 100   |
| 7        | Fernando Rees       | Aston Martin Racing V8 | 6   | 1   | 9   | 5   | 4   | 7   | 5   | 7   | 84    |
| 7        | Alex MacDowall      | Aston Martin Racing V8 | 6   | 1   | 9   | 5   | 4   | 7   | 5   | 7   | 84    |
| 8        | Christoffer Nygaard | Aston Martin Racing    | 4   | 6   | 6   | 4   | 5   | 5   |     | 4   | 81    |
| 8        | Marco Sørensen      | Aston Martin Racing    | 4   | 6   | 6   | 4   | 5   | 5   |     | 4   | 81    |
| 9        | Richie Stanaway     | Aston Martin Racing V8 | 6   | 1   | 9   | 5   | 4   |     | 5   | 7   | 78    |
| 10       | Darren Turner       | Aston Martin Racing    | 5   | 5   | Ki  | 6   | 6   | 6   | 6   | 3   | 67    |
| 11       | Aleksey Basov       | SMP Racing             | 10  | 10  | 1   | 7   | 8   | 13  | 9   | 12  | 65    |
| 11       | Viktor Shaytar      | SMP Racing             | 10  | 10  | 1   | 7   | 8   | 13  | 9   | 12  | 65    |
| 11       | Andrea Bertolini    | SMP Racing             | 10  | 10  | 1   | 7   | 8   | 13  | 9   | 12  | 65    |
| 12       | Jonathan Adam       | Aston Martin Racing    |     |     |     | 6   | 6   | 6   | 6   | 3   | 47    |
| Helyezés | Versenyző           | Csapat                 | SIL | SPA | LMS | GER | COA | FUJ | SHA | BHR | Pont  |

#### LMP1 Privát Trophy
| Helyezés | Versenyző            | Csapat           | SIL | SPA | LMS | GER | COA | FUJ | SHA | BHR | Pont |
| -------- | -------------------- | ---------------- | --- | --- | --- | --- | --- | --- | --- | --- | ---- |
| 1        | Nicolas Prost        | Rebellion Racing |     |     | 2   | 2   | 3   | 1   | 1   | 3   | 134  |
| 1        | Mathias Beche        | Rebellion Racing |     |     | 2   | 2   | 3   | 1   | 1   | 3   | 134  |
| 2        | Alexandre Imperatori | Rebellion Racing |     |     | 1   | Ki  | 2   | 3   | Ki  | 1   | 108  |
| 2        | Dominik Kraihamer    | Rebellion Racing |     |     | 1   | Ki  | 2   | 3   | Ki  | 1   | 108  |
| 3        | Simon Trummer        | Team ByKolles    | Ki  | Ki  | EX  | 1   | 1   | 2   | 2   | 2   | 104  |
| 3        | Pierre Kaffer        | Team ByKolles    |     |     | EX  | 1   | 1   | 2   | 2   | 2   | 104  |
| 4        | Daniel Abt           | Rebellion Racing |     |     | 1   | Ki  | 2   | 3   |     |     | 83   |
| 5        | Nick Heidfeld        | Rebellion Racing |     |     | 2   | 2   | 3   |     |     |     | 69   |
| 6        | Mathéo Tuscher       | Rebellion Racing |     |     |     |     |     |     | Ki  | 1   | 25   |
| Helyezés | Versenyző            | Csapat           | SIL | SPA | LMS | GER | COA | FUJ | SHA | BHR | Pont |

#### LMP2 Trophy
| Helyezés | Versenyző         | Csapat           | SIL | SPA | LMS | GER | COA | FUJ | SHA | BHR | Pont |
| -------- | ----------------- | ---------------- | --- | --- | --- | --- | --- | --- | --- | --- | ---- |
| 1        | Roman Rusinov     | G-Drive Racing   | 1   | 9   | 2   | 2   | 1   | 1   | 2   | 1   | 178  |
| 1        | Julien Canal      | G-Drive Racing   | 1   | 9   | 2   | 2   | 1   | 1   | 2   | 1   | 178  |
| 1        | Sam Bird          | G-Drive Racing   | 1   | 9   | 2   | 2   | 1   | 1   | 2   | 1   | 178  |
| 2        | Matthew Howson    | KCMG             | 4   | 3   | 1   | 1   | 2   | Ki  | 3   | 2   | 155  |
| 2        | Richard Bradley   | KCMG             | 4   | 3   | 1   | 1   | 2   | Ki  | 3   | 2   | 155  |
| 3        | Gustavo Yacamán   | G-Drive Racing   | 2   | 1   | 3   | 3   | 3   | 3   | Ki  | 3   | 134  |
| 3        | Ricardo González  | G-Drive Racing   | 2   | 1   | 3   | 3   | 3   | 3   | Ki  | 3   | 134  |
| 3        | Pipo Derani       | G-Drive Racing   | 2   | 1   | 3   | 3   | 3   | 3   | Ki  | 3   | 134  |
| 4        | Nelson Panciatici | Signatech Alpine | Ki  | 4   | Ki  | 5   | 6   | 2   | 1   | 4   | 86   |
| 4        | Paul-Loup Chatin  | Signatech Alpine | Ki  | 4   | Ki  | 5   | 6   | 2   | 1   | 4   | 86   |
| 5        | Nicolas Lapierre  | KCMG             |     | 3   | 1   |     | 2   |     |     |     | 84   |
| 6        | Nick Tandy        | KCMG             | 4   |     |     | 1   |     | Ki  | 3   | 2   | 71   |
| 7        | Oliver Webb       | Team SARD Morand |     | 2   | Ki  | 4   | 5   | 5   | 4   | 6   | 70   |
| 7        | Pierre Ragues     | Team SARD Morand |     | 2   | Ki  | 4   | 5   | 5   | 4   | 6   | 70   |
| Helyezés | Versenyző         | Csapat           | SIL | SPA | LMS | GER | COA | FUJ | SHA | BHR | Pont |

#### LMGTE Am Trophy
| Helyezés | Versenyző             | Csapat                  | SIL | SPA | LMS | GER | COA | FUJ | SHA | BHR | Pont |
| -------- | --------------------- | ----------------------- | --- | --- | --- | --- | --- | --- | --- | --- | ---- |
| 1        | Viktor Shaytar        | SMP Racing              | 3   | 3   | 1   | 1   | 1   | 6   | 3   | 5   | 165  |
| 1        | Aleksey Basov         | SMP Racing              | 3   | 3   | 1   | 1   | 1   | 6   | 3   | 5   | 165  |
| 1        | Andrea Bertolini      | SMP Racing              | 3   | 3   | 1   | 1   | 1   | 6   | 3   | 5   | 165  |
| 2        | François Perrodo      | AF Corse                | 2   | 2   | 3   | 3   | 3   | 3   | 1   | 4   | 148  |
| 2        | Emmanuel Collard      | AF Corse                | 2   | 2   | 3   | 3   | 3   | 3   | 1   | 4   | 148  |
| 3        | Paul Dalla Lana       | Aston Martin Racing     | 1   | 1   | NC  | 2   | 5   | 2   | 2   | 1   | 144  |
| 3        | Pedro Lamy            | Aston Martin Racing     | 1   | 1   | NC  | 2   | 5   | 2   | 2   | 1   | 144  |
| 3        | Mathias Lauda         | Aston Martin Racing     | 1   | 1   | NC  | 2   | 5   | 2   | 2   | 1   | 144  |
| 4        | Rui Águas             | AF Corse                | 2   | 2   | 3   | 3   | 3   | 3   | 1   |     | 136  |
| 5        | Patrick Long          | Dempsey Racing-Proton   | 6   | 5   | 2   | 4   | 4   | 1   | 4   | 3   | 131  |
| 5        | Marco Seefried        | Dempsey Racing-Proton   | 6   | 5   | 2   | 4   | 4   | 1   | 4   | 3   | 131  |
| 6        | Patrick Dempsey       | Dempsey Racing-Proton   | 6   | 5   | 2   | 4   | 4   | 1   | 4   |     | 116  |
| 7        | Khaled Al Qubaisi     | Abu Dhabi-Proton Racing | 5   | 4   | Ki  | 6   | 2   | 5   | 7   | 2   | 82   |
| 8        | Christian Ried        | Abu Dhabi-Proton Racing | 5   | 4   | Ki  | 6   | 2   | 5   | 7   |     | 79   |
| 8        | Christian Ried        | Dempsey Racing-Proton   |     |     |     |     |     |     |     | 3   | 79   |
| 9        | Stuart Hall           | Aston Martin Racing     | 4   | 6   | Ki  | 7   | 6   | 7   | 6   | 7   | 54   |
| 9        | Francesco Castellacci | Aston Martin Racing     | 4   | 6   | Ki  | 7   | 6   | 7   | 6   | 7   | 54   |
| Helyezés | Versenyző             | Csapat                  | SIL | SPA | LMS | GER | COA | FUJ | SHA | BHR | Pont |

### Gyártók bajnoksága

#### Gyártók világbajnoksága (LMP1)
| Helyezés | Csapat  | SIL | SPA | LMS | GER | COA | FUJ | SHA | BHR | Pont |
| -------- | ------- | --- | --- | --- | --- | --- | --- | --- | --- | ---- |
| 1        | Porsche | 2   | 2   | 1   | 1   | 1   | 1   | 1   | 1   | 344  |
| 1        | Porsche | Ki  | 3   | 2   | 2   | 5   | 2   | 2   | 5   | 344  |
| 2        | Audi    | 1   | 1   | 3   | 3   | 2   | 3   | 3   | 2   | 264  |
| 2        | Audi    | 5   | 5   | 4   | 4   | 3   | 4   | 4   | 6   | 264  |
| 3        | Toyota  | 3   | 4   | 6   | 5   | 4   | 5   | 5   | 3   | 164  |
| 3        | Toyota  | 4   | 6   | 8   | 6   | Ki  | 6   | 6   | 4   | 164  |
| 4        | Nissan  |     |     | NC  |     |     |     |     |     | 0    |
| 4        | Nissan  | Ki  |     |     |     |     |     |     |     | 0    |
| Helyezés | Csapat  | SIL | SPA | LMS | GER | COA | FUJ | SHA | BHR | Pont |

#### Gyártók világbajnoksága (LMGTE PRO, LMGTE AM)
| Helyezés | Csapat       | SIL | SPA | LMS | GER | COA | FUJ | SHA | BHR | Pont |
| -------- | ------------ | --- | --- | --- | --- | --- | --- | --- | --- | ---- |
| 1        | Porsche      | 2   | 2   | 3   | 1   | 1   | 2   | 1   | 1   | 290  |
| 1        | Porsche      | 7   | 3   | 7   | 2   | 2   | 4   | 3   | 5   | 290  |
| 2        | Ferrari      | 1   | 4   | 1   | 3   | 3   | 1   | 2   | 2   | 286  |
| 2        | Ferrari      | 3   | 7   | 2   | 7   | 7   | 3   | 4   | 6   | 286  |
| 3        | Aston Martin | 4   | 1   | 6   | 4   | 4   | 5   | 5   | 3   | 192  |
| 3        | Aston Martin | 5   | 5   | 8   | 5   | 5   | 6   | 6   | 4   | 192  |
| Helyezés | Csapat       | SIL | SPA | LMS | GER | COA | FUJ | SHA | BHR | Pont |

### Csapatok bajnoksága

#### LMP1 Trophy (privát)
| Helyezés | #  | Csapat           | SIL | SPA | LMS | GER | COA | FUJ | SHA | BHR | Pont |
| -------- | -- | ---------------- | --- | --- | --- | --- | --- | --- | --- | --- | ---- |
| 1        | 12 | Rebellion Racing |     |     | 2   | 2   | 3   | 1   | 1   | 3   | 134  |
| 2        | 13 | Rebellion Racing |     |     | 1   | Ki  | 2   | 3   | Ki  | 1   | 108  |
| 3        | 4  | Team ByKolles    | Ki  | Ki  | EX  | 1   | 1   | 2   | 2   | 2   | 104  |
| Helyezés | #  | Csapat           | SIL | SPA | LMS | GER | COA | FUJ | SHA | BHR | Pont |

#### LMP2 Trophy
| Helyezés | #  | Csapat                    | SIL | SPA | LMS | SÃO | COA | FUJ | SHA | BHR | Pont |
| -------- | -- | ------------------------- | --- | --- | --- | --- | --- | --- | --- | --- | ---- |
| 1        | 26 | G-Drive Racing            | 1   | 9   | 2   | 2   | 1   | 1   | 2   | 1   | 178  |
| 2        | 47 | KCMG                      | 4   | 3   | 1   | 1   | 2   | Ki  | 3   | 2   | 155  |
| 3        | 28 | G-Drive Racing            | 2   | 1   | 3   | 3   | 3   | 3   | Ki  | 3   | 134  |
| 4        | 36 | Signatech Alpine          | Ki  | 4   | Ki  | 5   | 6   | 2   | 1   | 4   | 86   |
| 5        | 43 | Team SARD Morand          |     | 2   | Ki  | 4   | 5   | 5   | 4   | 6   | 70   |
| 6        | 42 | Strakka Racing            | 3   | 5   | Ki  | 7   | 7   | 6   | 6   | 5   | 63   |
| 7        | 30 | Extreme Speed Motorsports | EX  | 8   | 5   | 6   | 4   | 4   | Ki  | 7   | 62   |
| 8        | 31 | Extreme Speed Motorsports | 6   | 7   | 4   | 8   | Ki  | 7   | 5   | 8   | 62   |
| 9        | 35 | OAK Racing                | 5   | 6   | 6   |     |     |     |     |     | 34   |
| Helyezés | #  | Csapat                    | SIL | SPA | LMS | GER | COA | FUJ | SHA | BHR | Pont |

#### LMGTE Pro Trophy
| Helyezés | #  | Csapat                 | SIL | SPA | LMS | GER | COA | FUJ | SHA | BHR | Pont |
| -------- | -- | ---------------------- | --- | --- | --- | --- | --- | --- | --- | --- | ---- |
| 1        | 91 | Porsche Team Manthey   | 2   | 3   | 4   | 1   | 1   | 4   | 1   | 5   | 154  |
| 2        | 51 | AF Corse               | 1   | 4   | 2   | 7   | 7   | 1   | 2   | 2   | 149  |
| 3        | 71 | AF Corse               | 3   | 7   | 1   | 3   | 3   | 3   | 4   | 6   | 137  |
| 4        | 92 | Porsche Team Manthey   | 7   | 2   | Ki  | 2   | 2   | 2   | 3   | 1   | 118  |
| 4        | 99 | Aston Martin Racing V8 | 6   | 1   | 5   | 5   | 4   | 7   | 5   | 7   | 100  |
| 6        | 95 | Aston Martin Racing    | 4   | 6   | 3   | 4   | 5   | 5   |     | 4   | 95   |
| 7        | 97 | Aston Martin Racing    | 5   | 5   | Ki  | 6   | 6   | 6   | 6   | 3   | 67   |
| Helyezés | #  | Csapat                 | SIL | SPA | LMS | GER | COA | FUJ | SHA | BHR | Pont |

#### LMGTE Am Trophy
| Helyezés | #  | Csapat                  | SIL | SPA | LMS | GER | COA | FUJ | SHA | BHR | Pont |
| -------- | -- | ----------------------- | --- | --- | --- | --- | --- | --- | --- | --- | ---- |
| 1        | 72 | SMP Racing              | 3   | 3   | 1   | 1   | 1   | 6   | 3   | 5   | 165  |
| 2        | 83 | AF Corse                | 2   | 2   | 3   | 3   | 3   | 3   | 1   | 4   | 148  |
| 3        | 98 | Aston Martin Racing     | 1   | 1   | NC  | 2   | 5   | 2   | 2   | 1   | 144  |
| 4        | 77 | Dempsey Racing-Proton   | 6   | 5   | 2   | 4   | 4   | 1   | 4   | 3   | 131  |
| 5        | 88 | Abu Dhabi-Proton Racing | 5   | 4   | Ki  | 6   | 2   | 5   | 7   | 2   | 82   |
| 6        | 96 | Aston Martin Racing     | 4   | 6   | Ki  | 7   | 6   | 7   | 6   | 7   | 54   |
| 7        | 50 | Larbre Compétition      | 7   | Ki  | Ki  | 5   | 7   | 4   | 5   | 6   | 52   |
| Helyezés | #  | Csapat                  | SIL | SPA | LMS | GER | COA | FUJ | SHA | BHR | Pont |